# Хейр, Сент-Джордж
Сент-Джордж Хейр (англ. Saint George Hare; 15 июля 1857, Лимерик, Манстер — 30 января 1933, Лондон) — ирландский художник.

## Биография
Родился в семье Джорджа Фредерика Хейра, дантиста из Ипсвича и его жены Эллы из графства Уэксфорд. Учился в школе искусств Лимерик под покровительством Николаса Брофи. В 1875 году после получения стипендии переехал в Лондон чтобы учится в Королевском колледже искусств, Южный Кенсингтон. Получил золотую медаль за историческую картину «Смерть Вильгельма Завоевателя», которая выставлялась в Королевской академии художеств. Совмещал учёбу и преподавательскую деятельность. 
В 1891 году стал одним из основатель Клуба искусств Челси. Был избран в Королевский институт художников-акварелистов и королевский институт художников по маслу. Спонсировался сэром Генри Хью Артуром Хоаром и выполнил несколько портретов семейства Хоар. Его наиболее известные картины — «Торжество веры», «Золотая клетка» (1908). 